# 新南威爾士州總督
新南威爾斯州督（英語：Governor of New South Wales），或译新南威爾斯總督、紐省總督，是澳洲君主查爾斯三世在新南威尔士州的全權代表。澳大利亚各州的州督在其任职的州行使的宪政和仪式职能类似于澳大利亚总督在全国层面的职能。州督人选由新南威爾士州長提名，由國王直接任命。总督的任期无限（正式称谓是“由國王陛下酌情決定”），但按照惯例正常任期是五年。
新南威爾斯州督職位最早是18世紀英屬新南威爾士的殖民地總督，首任總督隨同殖民地在1788年設立爾就職，因此是澳大利亞歷史最悠久的未間斷的職司。現在的州督建制是在1901年澳洲聯邦成立后，經由《1902年新南威爾士憲法法令》設立的，此法規定州督為新南威爾士州的督撫，依照新南威爾士行政局的建議行使職權。雖然州督職位經法律定義，但當時其法理本質仍為英國君主和英國政府的代表（和聯邦總督和其他州督一樣）。在此后數年中，英國政府對澳大利亞的影響逐漸減少，最後經由《1942年〈西敏法令〉接受法令》和《1986年澳大利亞法令》將英國政府和英國君主在新南威爾士的憲政職能完全消除，因此1986年以後新州州督確立為国王作爲澳大利亞君主的直接、個人代表，而不是英國国王、英國政府的代表，也不是澳大利亞總督、澳洲聯邦政府的代表。
现任州督是瑪格麗特·比茲利，法官出身，是歷史第二位女州督。她於2019年5月2日上任，接替出任聯邦總督的州督大衛·赫利。

## 譯名
20世纪中叶以前，英語中一個殖民地或自治領地的督撫稱爲“Governor”，統轄多個殖民地或自治領地的督撫稱爲“Governor-General”，此外在“Governor”或“Governor-General”轄下的副督撫稱爲“Lieutenant-Governor”。在殖民時代，新南威爾士的督撫稱爲“Governor”，作爲英國君主的直接代表一般譯為「總督」。其中1850-1861年之間新南威爾士總督升為“Governor-General”頭銜，也譯為“總督”，統轄在澳洲的其他英屬殖民地的副督（Lieutenant-Governor），但在這些其它殖民地督撫晉升為全權總督（Governor）后回復“Governor”銜。1901年澳洲聯邦成立后，新南威爾士從獨立殖民地變爲聯邦制下的州。爲了區分聯邦督撫（Governor-General）和州督撫（Governor）的級別不同，一種譯法將前者稱爲 “總督”，後者稱爲“州督”，比照加拿大聯邦省的“省督”。但從憲政概念上來說，澳大利亞各州州督是澳大利亞国王的直接代表，而加拿大省督則是由聯邦總督任命的間接代表，因此澳大利亞各州州督具有“總督”的性質。而在實際使用中，新南威爾士的州督由於習慣或法理原因經常被稱爲“新南威爾士州總督”或“新南威爾士總督”。在澳大利亞當地，由於歷史原因和習慣“新南威爾士”本身（不論過去作爲殖民地或現在作爲聯邦州）經常音譯為“紐修威省”，簡稱“紐省”，因此州總督也相應的稱爲“紐省總督”。
相應的，新南威爾士州的政府首腦（Premier）在中文裏一般稱爲“州長”或“省長”。

## 歷史

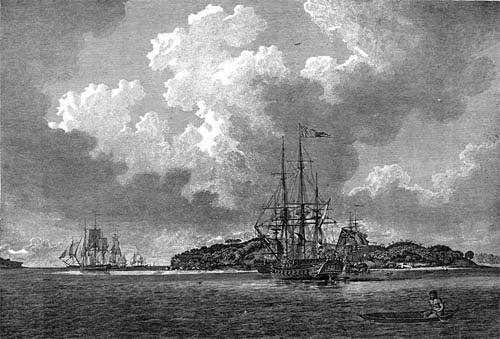
《菲利普总督植物湾航行记》所载雕版画：1788年第一船队到达目的地植物湾（Botany Bay）。 第一船队的到达标志着新南威尔士殖民地及其总督职位正式设立。

除去君主（Crown）本身，新南威爾士州督（總督）是澳大利亞最早的憲政建制。1788年2月7日新南威爾士殖民地宣告成立的同時，亞瑟·菲利普艦長就任首任總督。由於英國航程遙遠及通訊落後，早期的殖民總督擁有幾乎獨裁的權力，直到1824年時任總督任命第一屆新南威爾士立法局（澳大利亞的第一個立法機構），為總督提供施政建議。
1850年至1861年之間，英國殖民地大臣格雷伯爵（Earl Grey）爲了簡化在澳洲的英屬殖民地的行政推行了最早的類似聯邦制的制度改革。因此新南威爾士督撫升任統轄多個殖民地的總督（Governor-General）銜，其他殖民地則由副督（Lieutenant-Governors）治理，各副督必須通過新南威爾士總督與倫敦聯絡。之後，隨著南澳（1836年）、塔斯馬尼亞（1855年1月）、維多利亞（1855年5月）分別建立責任政府，這些殖民地的副督分別升為總督（Governor），新南威爾士總督失去統轄各殖民地的職權，但時任新南威爾士總督的丹尼遜爵士（Sir William Denison）仍保留各殖民地總督（Governor-General）頭銜，在其卸任后新南威爾士總督恢復原頭銜（Governor）。

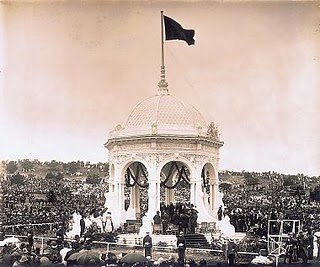
1901年1月1日联邦成立日悉尼的联邦亭：新南威尔士副总督及首席法官在此主持首任联邦总督的宣誓仪式。

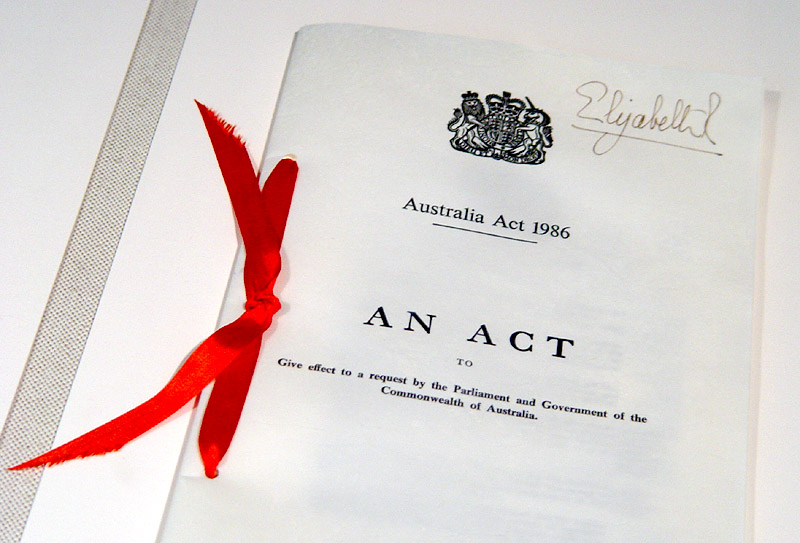
由伊莉莎白二世女王签署的《1986年澳大利亚法令（英）》正式文本，现在坎培拉陈列。

1901年澳大利亞聯邦成立，新南威爾士從英國直屬的殖民地變爲聯邦制下的州。因此，新南威爾士議會通過《1902年新南威爾士憲法法令》，修改原來殖民地的憲政機制。其中，此法規定總督（州督）為新南威爾士州的督撫，依照新南威爾士行政局的建議行使職權。雖然州督職位經法律定義，但當時其法理本質仍為英國君主和英國政府的代表。和聯邦總督和其他州督一樣，當時的新州州督既是州的憲政首腦，也是州政府和倫敦的帝國政府之間的聯絡中介。在此后數年中，英國政府對澳大利亞事务的参与逐漸減少，因此1942年澳大利亞聯邦通過《1942年〈西敏法令〉接受法令》並追溯1939年為法令生效日期，接受《西敏法令》所賦予的自治領地位。至此，澳大利亞不再是英國君主的直屬領地，而是與英國象徵地位平等的自治領，共戴同一人爲君主，但其擔任英國君主與澳大利亞君主時具有分別的身份。但是，由於《西敏法令》並未改變澳大利亞各州的憲政地位，因此法理上來說新南威爾士州督此時仍為君主作爲英國君主任命的代表。這樣的憲政結構被認爲與《西敏法令》確立的澳大利亞聯邦的獨立地位以及《澳大利亞憲法》所建立的聯邦制度不相符，因此經過澳大利亞政府、各州政府、英國政府和白金漢宮的協商，在《1986年澳大利亞法令》中將英國政府和英國君主在新南威爾士的憲政職能完全消除，確認新州州督為国王作爲澳大利亞君主的直接、個人代表，而不是英國国王、英國政府的代表，也不是澳大利亞總督、澳大利亞聯邦政府的代表。

## 任命和人选

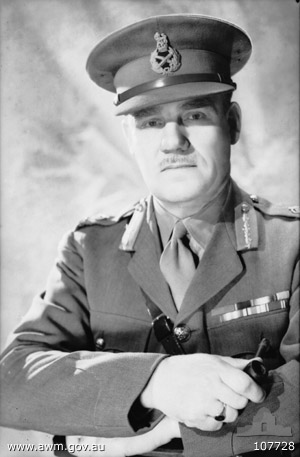
约翰·诺斯科特爵士（Sir John Northcott），第一位在澳洲出生的州督（1946–1957年在任）。

州督是《1902年宪法法令》规定的职位。州督人选由州長推荐，由澳大利亚君主本人御准，在任命状上签署御名及加盖州府公印（Public Seal）。获得任命的州督在宣誓就职之前称为“候任州督”（governor-designate）。
州督的就职没有严格的仪式规则。《宪法法令》规定：“就职前，受任命为州督者得在首席法官或最高法院其他法官前宣读效忠誓言或证词，及就职誓言或证词”。按照惯例，君主会召见新任命的州督进行一次正式觐见，并册封其同伴级澳大利亞勳章。
州督一般任职五年，但这只是通常惯例，严格上州督的任期“由国王定夺”。这意味着州長可以向国王建议延长州督的任期，以至有延期超过七年的。州督可以辞职，此外至今有三位在任上去世。如有州督去世，或出国超过一个月，则由副督（自1872年以来由殖民地（后来的州）首席法官兼任）担任行政官（Administrator），代行州督职责。早期的总督经常在继任者尚未到任前就返回或被召回英国，因此出现过总督职位出缺长达2-3年的情况。此外，如果副督无法代行州督职责，则由其他最高法院法官中资历最长者担任行政官（例如1973年州督突然去世，副督（首席法官）不在国内，由资历最长的最高法院法官代行总督职责，直到首席法官回国）。

### 人选
1788年职位创立后直至1957年，历任总督（州督）都出生在新南威尔士境外，且多数是贵族身份。历史学家A·J·P·泰勒曾说“远赴新南威尔士任总督成为了英国贵族的“远大慰藉”（abiding consolation）”。虽然直到1948年的《澳大利亚公民籍法》才设立分别于英国子民身份的澳大利亚公民籍，但更早就有任命澳大利亚出生的人士担任州督的提议。1946年8月1日，约翰·诺斯科特爵士（Sir John Northcott）成为第一位澳大利亚出生的新州州督（他出生在维多利亚州），但第一位出任总督的新州出生人士则是1957年年就任的埃里克·伍德沃德爵士（Sir Eric Woodward）。此后一直到1996年才又一次出现非新州出生的州督，即伦敦出生的戈登·三缪尔。
虽然州督根据君主立宪原则在任上必须政治中立，但历史上州督经常有政客背景，其中许多作为贵族是英国贵族院议员。早期的殖民总督都是军官，而后来的州督中也有许多有军队背景（共有19名）。1996年就任的戈登·三繆爾是历史上第一个没有政治、政府或军队背景的州督，就任州督前他是新州最高法院法官。他的继任瑪麗·巴舍爾是第一位女性州督（总督），也是第一位黎巴嫩裔州督（总督），其背景是医学教授，任职初期还兼任悉尼大学校监。

## 职能
澳大利亚与英联邦内的其他十五个英联邦王国共戴同一人为君主，而君主长期居住于新南威尔士境外，因此州督的主要职能是代君主行使君主的宪政职能，依照议会民主和责任政府的原则保证政府的持续稳定运作，并作为政治上不偏袒的保障防止滥用权力。多数时间，君主（Crown）权力的日常行使由选举和任命的人员担当，因此州督的日常职责是履行君主在国内时会履行的仪式性职能。如君主在州内亲自履行这类公共职能，则州督会回避，但即使君主在州内时州督仍会继续履行其政府职能。

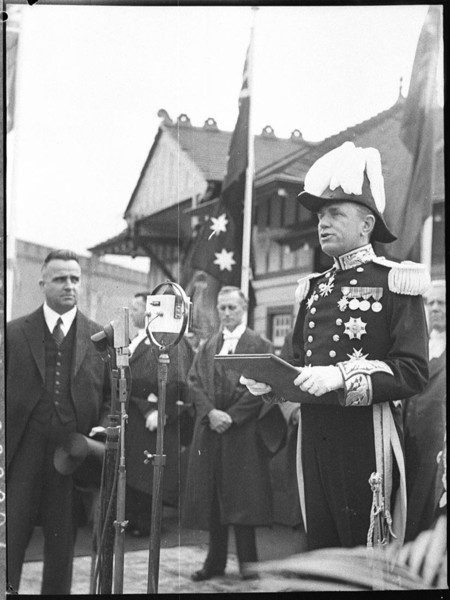
1937年，维克赫斯特勋爵抵达悉尼后宣誓就任州督。

《1902年宪法法令》规定州督任命新南威尔士政府成员，理论上政府负责就君主特权的行使向君主和州督呈递建议。依照宪政惯例，州督应当从州议会成员中选择一人担任州长（Premier），此人选必须能够组阁执政--通常这意味着此人能够赢得下议院（立法院）支持。州长则会从其他议会成员中选出内阁人选向州督提出，由州督任命为新南威尔士行政会议成员。国王和州督实际上依照这些厅长（Ministers of the Crown）的决定行使其行政权，即所谓“国王会同行政会议”或“州督会同行政会议”。州督可“会同行政会议”发出御前宣告（Royal proclamation）及签署行政会议令（Order in council）。此外，州督会同行政会议也代表国王任命立法院议长、立法会（上议院）议长、州最高法院和区级法院法官、以及地方法院裁判官，通常两院议长人选会多数议员意见决定，各级法官（裁判官）人选则按照州长及内阁的建议任命。根据稳定执政的原则，一般情况下州督必须依照内阁建议行事，但在特别情况下有时国王和州督可以自行行使“后备权力”（reserve powers），这些权力是君主对政府滥用权力的最后制衡。至今最后一次州督行使后备权力是1932年，菲利普·盖姆爵士将州长杰克·莱恩撤职。
召开议会是州督独有的宪政职权。同时，州督在君主不在时代其按照惯例行使其他立法职责，例如议会开幕时宣读御座致辞、宣告议会休会和解散等。州督以国王名义对议会通过的法律给予御准。从法律上来说，州督有三个选择：给予御准（批准法案成为法律）、不予御准（否决法案）、及将法律留予国王定夺（reserve for the Queen's pleasure），即让国王亲自决定是否给予御准。如果州督选择不予御准，国王可在其后两年之内决定否决法案，法案即告撤销。实际上，自从新南威尔士现行政治体系形成后，州督就没有对任何法案不予御准。
按照现行制度，君主的大多数宪政职权都由内阁代行，因此州督的职权基本仅象征性行使。州督在王室成员、外国王室及外国元首到访时会担当东道主的角色。外国驻悉尼总领事也向州督递交到任及离任国书。此外，各州州督中任职时间最长者还有一项额外职责：此州督拥有“休眠任命”（dormant commission），在澳大利亚联邦总督不在国内时担任联邦行政官（Administrator of the Commonwealth）。
州督的职责还包括培养州内人民的团结和自豪感。州督负责授勋和授予全国性质的奖励，不过最高等级的奖赏（例如同伴级澳大利亚勋章或维多利亚十字勋章）须由联邦总督授予。按照惯例，州督也是皇家新南威尔士团的上校团长，也是皇家澳大利亚空军第22（悉尼市）中队的准将中队长。自1946以来，州督还兼任新州童子军司令。

## 标志和礼仪

现行新南威尔士州督旗（1981年1月15日起用）

1876年至1981年间使用的州督旗

作为君主的个人代表，州督在新南威尔士州内的礼仪排名中位列第二，仅次于君主本人。现任州督尊称为“督憲阁下”（His or Her Excellency）。2013年起，国王批准现任及卸任州督尊称为“阁下”（"The Honourable"）。按照惯例，州督就职后会担任聖約翰救护骑士团的澳大利亚副团长，并受封爵级正義司令或爵级天恩司令级衔。按照惯例，新任州督一般也会受封同伴级澳大利亚勋章。
州督的礼乐是澳大利亚国歌《前进，美丽的澳大利亚》的最前和最后各四小节。在正式场合上州督到场和退场时奏此乐。作为澳大利亚的皇家礼乐《王》也可作为州督礼乐使用。在澳大利亚境内，州督所在的建筑、船、飞机或车辆上使用州督旗。现行州督旗自1981年1月15日起用。新南威尔士盾徽上方加上圣爱德华王冠构成州督徽章，在州督旗和其他象征州督的物件上使用。

## 府邸和勤务机构
悉尼总督府是國王在悉尼的行宫，也是州督的传统官邸。当代总督的办公室则在麦觉理街对面的布政司大楼内。
1996年戈登出任州督时，澳大利亚工党籍州长卜卡作为“现代化”改革措施曾宣布戈登不在总督府居住或办公，并会留任新南威尔士法律改革委员会主席职位当时前州督柯特勒认为这是新州政府图谋共和，并认为此举是对总督职位和人格的亵渎。2011年，澳大利亚自由党籍政府与州督巴舍尔达成共识，州督再度搬入总督府。
1885年至1957年之间，总督在州南部萨顿森林（Sutton Forest）还有一座度假庄园，名为“山景园”（Hillview），1957年被州政府售予私人，1985年又回归州政府所有，为州规划厅下属古迹办公室管理。
州督的勤务人员（viceregal household）协助州督履行皇家宪政和仪式职责，由州督办公室管理，办公室首长是公务秘书（Official Secretary）及幕僚长（Chief of Staff）。州督办公室下辖的勤务部门人员包括随从（幕僚）、新闻官、财务官、演讲稿撰写官、行程规划人员、活动策划人员及司仪官等。州督的内务人员作为其正式官僚辅佐经常合称为“总督府”。勤务部门的经费纳入州预算。州督的工资也纳入预算，目前是181,555澳元。

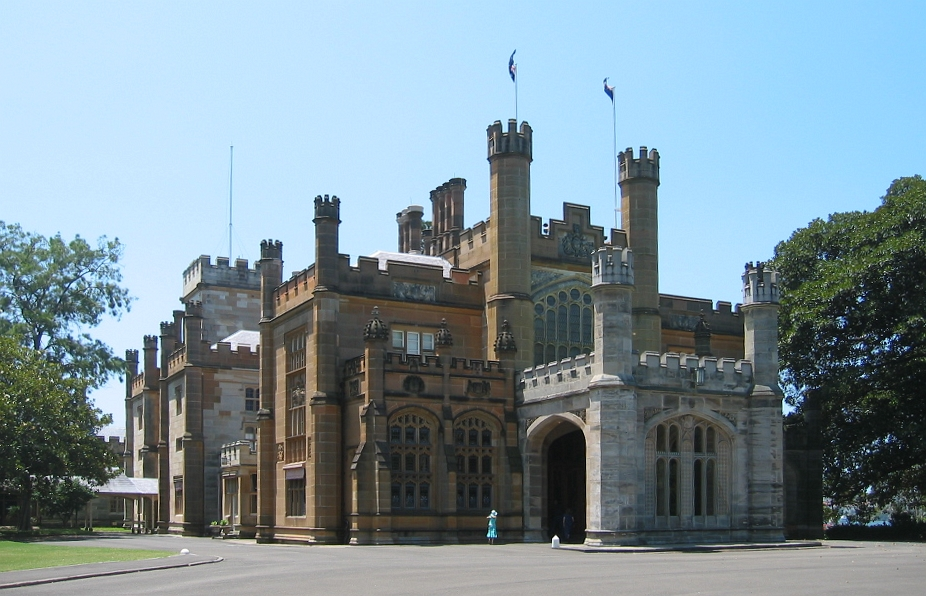
悉尼总督府是州督的官邸。
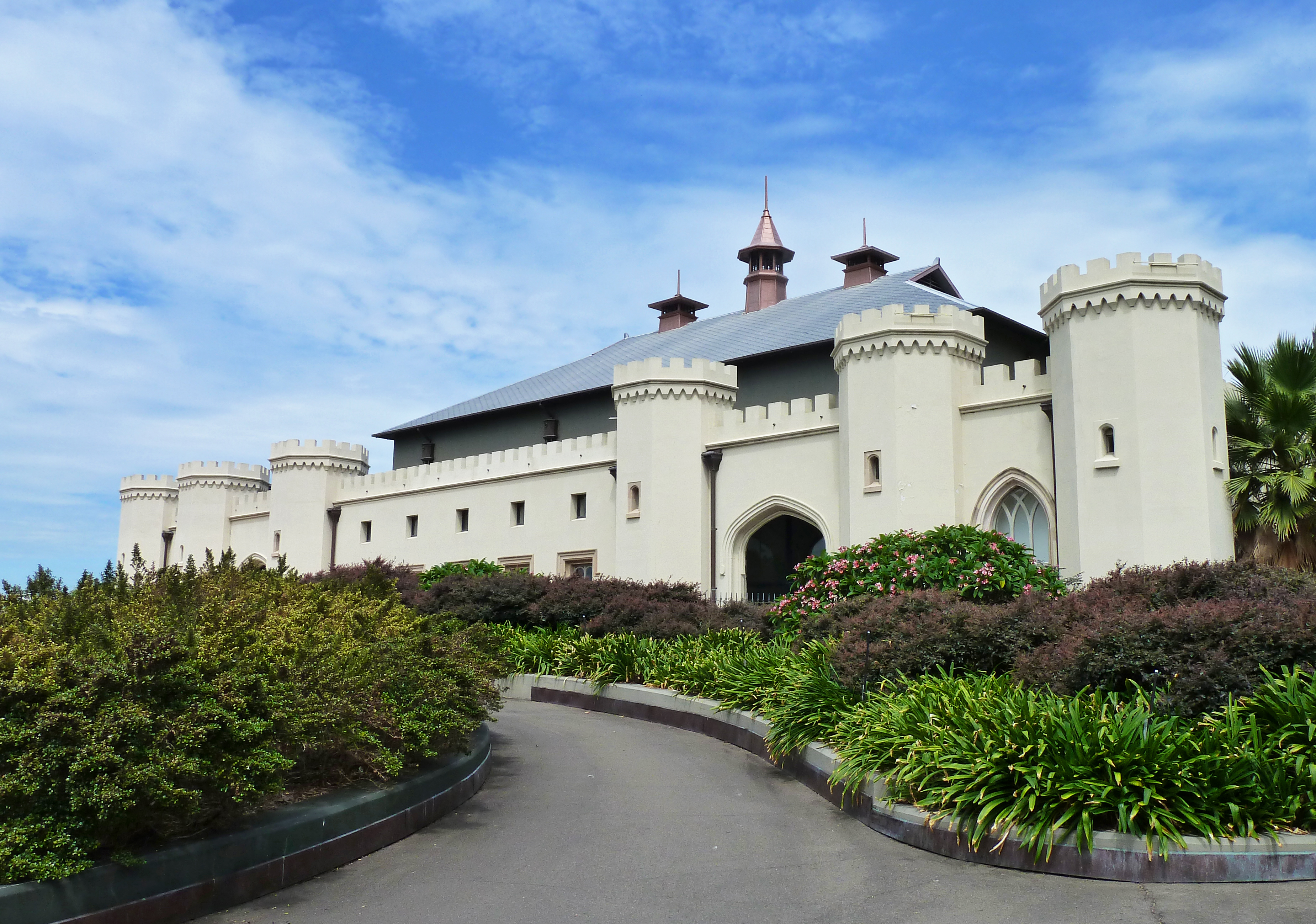
悉尼总督府的前马厩，现在是悉尼音乐学院。
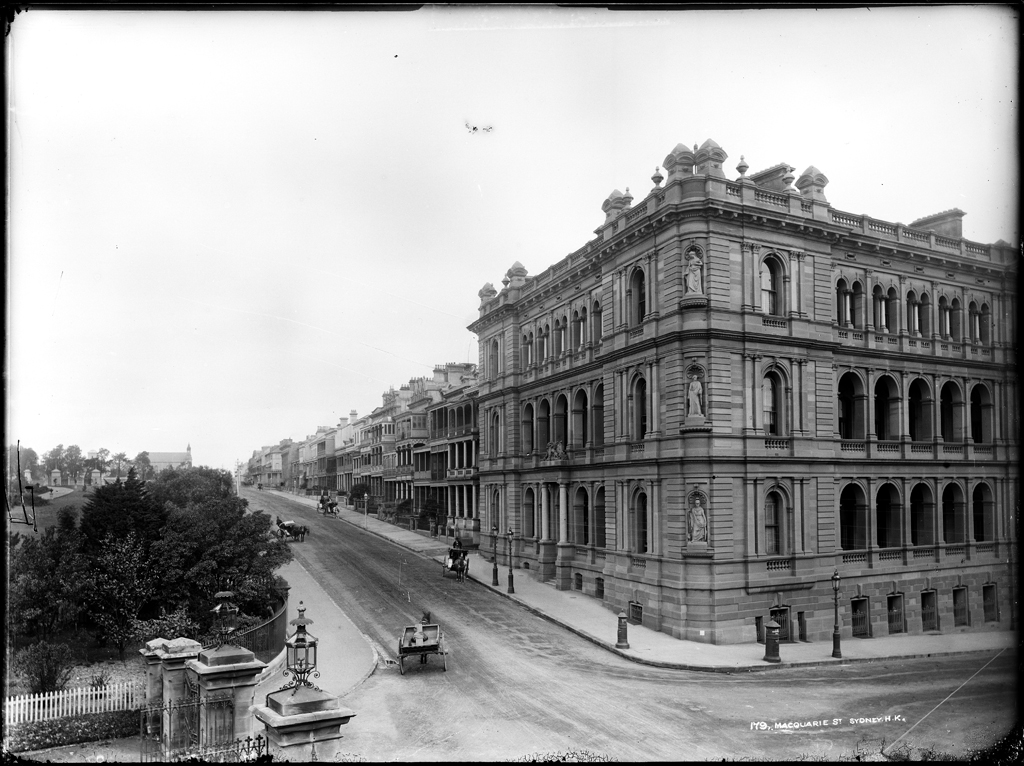
现在的州督办公室位于布政司大楼内。

## 歷任州督
| 序                             | 肖像                        | 姓名                                                          | 就任                        | 離任                        | 在位時間                    |                             |                             |                             |
| 由佐治三世任命 (1760–1820):    | 由佐治三世任命 (1760–1820): | 由佐治三世任命 (1760–1820):                                   | 由佐治三世任命 (1760–1820): | 由佐治三世任命 (1760–1820): | 由佐治三世任命 (1760–1820): | 由佐治三世任命 (1760–1820): | 由佐治三世任命 (1760–1820): | 由佐治三世任命 (1760–1820): |
| ------------------------------ | --------------------------- | ------------------------------------------------------------- | --------------------------- | --------------------------- | --------------------------- | --------------------------- | --------------------------- | --------------------------- |
| 1                              |                             | 亞瑟·菲利普上將 ，RN                                          | 1788年2月7日                | 1792年12月10日              | 4年307天                    |                             |                             |                             |
| 2                              |                             | Captain John Hunter RN                                        | 1795年9月11日               | 1800年9月27日               | 5年16天                     |                             |                             |                             |
| 3                              |                             | Captain Philip Gidley King RN                                 | 1800年9月28日               | 1806年8月12日               | 5年318天                    |                             |                             |                             |
| 4                              |                             | Captain William Bligh RN                                      | 1806年8月13日               | 1808年1月26日               | 1年166天                    |                             |                             |                             |
| 5                              |                             | 拉克倫·麥覺理少將 CB                                          | 1810年1月1日                | 1821年12月1日               | 11年334天                   |                             |                             |                             |
| 由佐治四世任命 (1820–1830):    |                             |                                                               |                             |                             |                             |                             |                             |                             |
| 6                              |                             | 托馬斯·麥克杜格爾·布里斯班少將爵士 Bt，GCH，GCB               | 1821年12月1日               | 1825年12月1日               | 4年0天                      |                             |                             |                             |
| 7                              |                             | 芮福·達令 中將 GCH                                            | 1825年12月19日              | 1831年10月21日              | 5年306天                    |                             |                             |                             |
| 由威廉四世任命 (1830–1837):    |                             |                                                               |                             |                             |                             |                             |                             |                             |
| 8                              |                             | Major-General Sir Richard Bourke KCB                          | 1831年12月3日               | 1837年12月5日               | 6年2天                      |                             |                             |                             |
| 由維多利亞 任命(1837–1901):    |                             |                                                               |                             |                             |                             |                             |                             |                             |
| 9                              |                             | Major Sir George Gipps                                        | 1838年2月24日               | 1846年7月11日               | 8年137天                    |                             |                             |                             |
| 10                             |                             | Lieutenant Colonel Sir Charles Augustus FitzRoy KCH，KCB      | 1846年8月3日                | 1855年1月28日               | 8年178天                    |                             |                             |                             |
| 11                             |                             | Sir William Denison KCB                                       | 1855年1月20日               | 1861年1月22日               | 6年2天                      |                             |                             |                             |
| 12                             |                             | The Rt Hon. Sir John Young Bt，GCMG，KCB                      | 1861年5月16日               | 1867年12月24日              | 6年222天                    |                             |                             |                             |
| 13                             |                             | The Rt Hon. The Earl Belmore GCMG，PC                         | 1868年1月8日                | 1872年2月21日               | 4年44天                     |                             |                             |                             |
| 14                             |                             | 夏喬士·羅便臣 GCMG                                            | 1872年6月3日                | 1879年3月19日               | 6年289天                    |                             |                             |                             |
| 15                             |                             | The Rt Hon. Lord Augustus Loftus GCB                          | 1879年8月4日                | 1885年11月9日               | 6年97天                     |                             |                             |                             |
| 16                             |                             | The Rt Hon. The Lord Carrington GCMG，PC                      | 1885年12月12日              | 1890年11月3日               | 4年326天                    |                             |                             |                             |
| 17                             |                             | The Rt Hon. The Earl of Jersey GCB，GCMG，PC                  | 1891年1月15日               | 1893年3月2日                | 2年46天                     |                             |                             |                             |
| 18                             |                             | The Rt Hon. Sir Robert Duff GCMG                              | 1893年5月29日               | 1895年3月15日 （任內逝世）  | 2年291天                    |                             |                             |                             |
| 19                             |                             | The Rt Hon. The Viscount Hampden GCMG                         | 1895年11月21日              | 1899年3月5日                | 3年104天                    |                             |                             |                             |
| 20                             |                             | The Rt Hon. The Earl Beauchamp KCMG，PC                       | 1899年5月18日               | 1901年4月30日               | 1年347天                    |                             |                             |                             |
| 由愛德華七世任命 (1901–1910):  |                             |                                                               |                             |                             |                             |                             |                             |                             |
| 21                             |                             | Admiral Sir Harry Rawson GCB，GCMG，RN                        | 1902年5月27日               | 1909年5月27日               | 7年0天                      |                             |                             |                             |
| 22                             |                             | The Rt. Hon. The Lord Chelmsford GCMG                         | 1909年5月28日               | 1913年3月11日               | 3年287天                    |                             |                             |                             |
| 由佐治五世任命 (1910–1936):    |                             |                                                               |                             |                             |                             |                             |                             |                             |
| 23                             |                             | The Hon. Sir Gerald Strickland, Count della Catena GCMG       | 1913年3月14日               | 1917年10月27日              | 4年227天                    |                             |                             |                             |
| 24                             |                             | Sir Walter Davidson KCMG                                      | 1918年2月18日               | 1923年9月4日 （任內逝世）   | 5年198天                    |                             |                             |                             |
| 25                             |                             | Admiral Sir Dudley de Chair KCB，MVO                          | 1924年2月28日               | 1930年4月7日                | 6年38天                     |                             |                             |                             |
| 26                             |                             | Air Vice Marshal Sir Philip Game GBE，KCB，DSO                | 1930年5月29日               | 1935年1月15日               | 4年231天                    |                             |                             |                             |
| 27                             |                             | The Rt. Hon. The Lord Gowrie VC，GCMG，CB，DSO                | 1935年2月21日               | 1936年1月22日               | 335天                       |                             |                             |                             |
| 由愛德華八世任命 (1936):       |                             |                                                               |                             |                             |                             |                             |                             |                             |
| 28                             |                             | Admiral Sir David Anderson KCB，KCMG，MVO                     | 1936年8月6日                | 1936年10月30日 （任內逝世） | 85天                        |                             |                             |                             |
| 由佐治六世任命 (1936–1952):    |                             |                                                               |                             |                             |                             |                             |                             |                             |
| 29                             |                             | The Rt. Hon. The Lord Wakehurst KCMG                          | 1937年4月8日                | 1946年1月8日                | 8年275天                    |                             |                             |                             |
| 30                             |                             | Lieutenant General Sir John Northcott KCMG，KCVO，CB          | 1946年8月1日                | 1957年7月31日               | 10年364天                   |                             |                             |                             |
| 由伊利沙伯二世任命 (1952年起): |                             |                                                               |                             |                             |                             |                             |                             |                             |
| 31                             |                             | Lieutenant General Sir Eric Woodward KCMG，KCVO，CB，CBE，DSO | 1957年8月1日                | 1965年7月31日               | 7年364天                    |                             |                             |                             |
| 32                             |                             | Sir Roden Cutler VC，KCMG，KCVO，CBE                          | 1966年1月20日               | 1981年1月19日               | 14年365天                   |                             |                             |                             |
| 33                             |                             | Air Marshal Sir James Rowland AC，KBE，DFC，AFC               | 1981年1月20日               | 1989年1月20日               | 8年0天                      |                             |                             |                             |
| 34                             |                             | Rear Admiral Sir David Martin KCMG，AO，RAN                   | 1989年1月20日               | 1990年8月7日                | 1年199天                    |                             |                             |                             |
| 35                             |                             | Rear Admiral Peter Sinclair AC，RAN                           | 1990年8月8日                | 1996年2月29日               | 5年205天                    |                             |                             |                             |
| 36                             |                             | 尊敬的 Gordon Samuels AC，CVO，QC                             | 1996年3月1日                | 2001年2月28日               | 4年364天                    |                             |                             |                             |
| 37                             |                             | 尊敬的 瑪麗·巴希爾女爵教授 AD，CVO                            | 2001年3月1日                | 2014年10月1日               | 13年214天                   |                             |                             |                             |
| 38                             |                             | 尊敬的 戴维·赫尔利上將 AC，DSC (Retd)                         | 2014年10月2日               | 2019年5月1日                | 4年211天                    |                             |                             |                             |
| 39                             |                             | 尊敬的 瑪格麗特·比茲利 AO，QC                                 | 2019年5月2日                | 在位                        | 6年64天                     |                             |                             |                             |